# Palazzo Criscuoli
Il palazzo Criscuoli è un edificio storico di Barletta, in Puglia.

## Storia
Il palazzo nacque per volontà del dottor Criscuoli, chirurgo, e realizzato su progetto dell'architetto barlettano Arturo Boccassini. Venne edificato tra il 1932 e il 1934. Fino al 1982 di fronte era osservabile Palazzo Cuomo (Barletta)

## Descrizione
Il palazzo occupa una superficie di circa 1800 m². Il piano terra e il primo piano sono adibiti a uffici, il secondo ospita appartamenti privati.
La facciata principale è marcatamente decò, con decorazioni e intagli che si diversificano sui tre piani dell'edificio. Api e spighe di grano sono strettamente collegati alla simbologia del fascismo e ai temi del "lavoro per la patria". Il palazzo presenta tre esposizioni: la prima è posta in piazza de Caduti in Guerra, la seconda sul corso Giuseppe Garibaldi e la terza sulla via Geremia di Scanno. Fino al 1950, sulla cima erano posizionate due guglie liberty, rimosse per motivi di staticità. Gli interni sono stati col tempo stravolti e ad oggi conservano molto poco degli arredi generali.
Al suo interno sono riposti innumerevoli oggetti d'arte, tra i quali spicca una scultura lignea dell'Angelo in estofado de oro (h.1,90) che, dopo anni di restauri presso i laboratori della Soprintendenza di Bari, è stata riportata al suo antico splendore.